# Theta Aquilae
Désignations
Theta Aquilae (θ Aql / θ Aquilae) est une étoile binaire de la constellation équatoriale de l'Aigle. 

## Nomenclature et histoire
θ Aquilae, latinisé Theta Aquilae, est la désignation de Bayer de l'étoile. Elle porte également la désignation de Flamsteed de 65 Aquilae.
Al Mizan III est le nom aujourd’hui porté par θ Aql. C’est l’arabe الميزان al-Mīzān, « la Balance », qui correspond, dans le ciel arabe traditionnel, à α, β et γ Aql, mais qui est attribué au groupe δ, η et θ Aql par al-Qazwīnī (XIIIe s.) dans l’édition de Christian Ludwig Ideler (1806), qui donne la transcription ‘El-mizân’. Retranscrit ‘Al Mizân’ par Richard Allen (1899), il passe comme nom propre sous la forme Al Mizan III chez Jack W. Rhoads qui nomme par ailleurs δ Aql Al Mizan I, et η Aql Al Mizan II. 
Elle est connue sous le nom traditionnel de Tseen Foo, du mandarin 天桴 (« tiānfú ») signifiant « le radeau du paradis ».

## Caractéristiques
Theta Aquilae est une binaire spectroscopique. Sa composante primaire, désignée θ Aql Aa, est une étoile géante bleue-blanche de type spectral B9.5III. Son compagnon, θ Aql Ab, possède une période orbitale de 17,124 3 j.
Le satellite Hipparcos donne pour Theta Aquilae une parallaxe de 11,36 ± 0,92 mas, soit une distance de 287,1 ± 25,3 années-lumière de la Terre. Sa magnitude apparente étant de +3,24, elle possède une magnitude absolue de -1,48 ± 0,20.